# Покемон хероји: Латиос и Латиас
Покемон хероји: Латиос и Латиас (јап. 劇場版ポケットモンスター　水の都の護神　ラティアスとラティオス, енгл. Pokémon Heroes: Latios & Latias) је јапански анимирани филм из 2002. године. Пети је по реду Покемон филм. У Јапану је премијерно приказан 13. јула 2002. године. За америчко и светско тржиште је дорађен избацивањем насилних сцена.
Догађаји филма дешавају се током пете сезоне Покемона, ово је последњи оригинални серијски филм. У њему се појављују Латиос и Латиас. Покемон Хероји се фокусира на главне ликове, Еша, Мисти и Брока, настављајући пут кроз регион Јохто; главна локација филма заснива се на Венецији, у Италији. Име које је граду додељено у филму је Алто Маре, што на италијанском језику значи "високо море". Иако је део авантуре групе у Јохто-у, филм се одвија на острву ван копна.
У Србији је имала премијеру на ТВ каналу РТС 1. Српску синхронизацију је радио студио Лаудворкс.

## Радња
Филм је смештен у венецијанском граду Алто Маре, заштићеном змајским сестром и братом Латиас и Латиос. Каже се да је њихов отац, такође Латиос, спасио град од злог тренера Покемона и њихових Кабутопса и Аеродактила, истовремено претварајући градске улице у канале. Грађани су изградили одбрамбени механизам Алто Маре (или укратко, Д.М.А.) како би заштитили град ако је потребно, али га никада нису морали користити. Отац Латиос је умро, оставивши за собом Росну Душу, за коју је рекао да садржи сопствену душу и може да напаја Д.М.А.
На данашњи дан агенти Тима Ракета Ен и Окли набављају књигу у којој је детаљно описана историја Алто Мареа, планирајући контролу над Д.М.А. Еш, Мисти и Брок обилазе и виде невидљиве Латиасе. Ен и Окли држе Латиас која се прерушава у људску девојку покушавајући да је ухвати користећи свој Еспеон и Ариадос. Еш и Пикачу долазе у помоћ, водећи Латиас на сигурно, али она измиче кад се Ешова леђа окрену.
У посети музеју, трио упознаје кустоса Лоренца који детаљно приказује историју Алто Мареа, Д.М.А. и фосилизоване Покемоне на дисплеју. Еш примећује девојку Бјанку која личи на Латиасино прерушавање у људску девојку и јури је по граду, али она га не препознаје. Појављује се Латиас, водећи Еша и Пикачуа до скривене баште у којој она и Латиос живе, заштићени од стране Лоренца и Бјанке, његове унуке. Док се Пикачу игра са Латиасом и Латиосом, Лоренцо приказује Ешу Росну Душу, несвесни да је Енин и Оклин дрон инфилтриран у светиште.
Те ноћи, Ен и Окли ушуњају се у башту, успешно хватајући Латиос и Росну Душу, али Латиас побегне. Бјанка и Лоренцо покушавају зауставити лопове да користе Д.М.А. али су заробљени, Росна Душа и Латиос се користе за напајање машине. Латиас одлази код Еша по помоћ, а Латиосина „Дељење Вида” способност омогућава им да виде догађаје у музеју. Окли постаје гладна снаге, користећи Д.М.А. да оживи Кабутопса и Аеродактила и покрене блокирање широм града да спречи сметње. Еш, Пикачу и Латиас избегавају затварање, утркујући се до музеја док их прогони фосилизовани Покемон.
Окли покушава утопити Еша, Пикачуа и Латиас, али његове психичке моћи узрокују Д.М.А. да изађе из контроле. Досегнувши до музеја, трио је спасио Латиос и угасио машину. Међутим, Ен покушава преузети затамњену Росну Душу, која се разбија, узрокујући да сва градска вода истече и врати се као плимни талас. Латиас и Латиос комбинују своје моћи да зауставе талас, а Латиос је дао свој живот у том процесу. Кабутопс и Аеродактил поново пропадају, док Ен и Окли остају заробљени у Д.М.А.
Еш и пријатељи проналазе Латиас, схватајући како је Латиос умро, али они деле последњу визију док он одлази. Неколико дана касније, Еш, Мисти и Брок се спремају да напусте Алто Маре, опраштају се од Лоренца, али Бјанка се не појављује. На путу из града примећују Бјанку на доковима, али она не носи свој шешир (уобичајена разлика између Бјанке и Латиас). Девојка пружа Ешу скицу њега и Пикачуа, љуби га у образ и одлази без иједне речи, али Еш се свеједно „опрости”. Да ли је девојка била Бјанка или Латиас, препушта се гледаоцу.

## Улоге
| Име лика | Јапански глас     | Српски глас         |
| -------- | ----------------- | ------------------- |
| Еш Кечам | Рика Мацумото     | Горан Јевтић        |
| Мисти    | Мајуми Изука      | Маша Дакић          |
| Брок     | Јуџи Уеда         | Синиша Убовић       |
| Латиас   | Мегуми Хајашибара | (непознато)         |
| Латиос   | Масаши Ебара      | (непознато)         |
| Џеси     | Мегуми Хајашибара | Бојана Стефановић   |
| Џејмс    | Шиничиро Мики     | Милан Антонић       |
| Ен       | Уно Канда         | (непознато)         |
| Окли     | Јумико Шаку       | Ивана Александровић |
| Рос      | Коучи Јамадера    | Милан Антонић       |
| Лоренцо  | Гуч Јузо          | Бранислав Платиша   |
| Бјанка   | Фумико Орикаса    | Андријана Оливерић  |
| Мјау(т)  | Инуко Инујама     | Младен Андрејевић   |
| Наратор  | Аншо Ишизука      | Предраг Ђорђевић    |